# Leichtathletik-Weltmeisterschaften 2017/Teilnehmer (Sri Lanka)
| Gelbes Symbol für Goldmedaillen mit stilisierten Olympischen Ringen | Graues Symbol für Silbermedaillen mit stilisierten Olympischen Ringen | Braundes Symbol für Bronzemedaillen mit stilisierten Olympischen Ringen |
| ------------------------------------------------------------------- | --------------------------------------------------------------------- | ----------------------------------------------------------------------- |
| —                                                                   | —                                                                     | —                                                                       |

Von Sri Lanka wurden zwei Athletinnen und zwei Athleten für die Weltmeisterschaften in London nominiert.

## Ergebnisse

### Frauen

#### Laufdisziplinen
| Athletin             | Disziplin | Vorlauf     | Vorlauf | Halbfinale         | Halbfinale         | Finale             | Finale             |
| Athletin             | Disziplin | Zeit        | Platz   | Zeit               | Platz              | Zeit               | Platz              |
| -------------------- | --------- | ----------- | ------- | ------------------ | ------------------ | ------------------ | ------------------ |
| Nimali Liyanarachchi | 800 m     | 2:08,49 min | 43      | nicht qualifiziert | nicht qualifiziert | nicht qualifiziert | nicht qualifiziert |
| Hiruni Wijayaratne   | Marathon  |             |         |                    |                    | DNF                | −                  |

### Männer

#### Laufdisziplinen
| Athlet          | Disziplin | Vorlauf | Vorlauf | Halbfinale | Halbfinale | Finale | Finale |
| Athlet          | Disziplin | Zeit    | Platz   | Zeit       | Platz      | Zeit   | Platz  |
| --------------- | --------- | ------- | ------- | ---------- | ---------- | ------ | ------ |
| Anuradha Cooray | Marathon  |         |         |            |            | DNF    | −      |

#### Sprung/Wurf
| Athlet         | Disziplin | Qualifikation | Qualifikation | Finale             | Finale             |
| Athlet         | Disziplin | Weite/Höhe    | Platz         | Weite/Höhe         | Platz              |
| -------------- | --------- | ------------- | ------------- | ------------------ | ------------------ |
| Waruna Lakshan | Speerwurf | 73,16 m       | 31            | nicht qualifiziert | nicht qualifiziert |